# Fira de la Girella
La Fira de la Girella és una fira que té lloc cada any el tercer o quart diumenge d'octubre al nucli històric de la localitat del Pont de Suert, municipi de l'Alta Ribagorça.

## Origen
El seu origen és força recent, l'any 2000, i té per objecte la dinamització turística i comercial i la difusió de les tradicions i el llegat cultural del Pont de Suert i de la seva àrea d'influència. És una mostra de la vida a muntanya, protagonitzada pels antics oficis vinculats al món rural i ramader, on es diferencien cinc sectors o àrees temàtiques: la girella, producte estrella de la fira, i la Confraria de Sant Sebastià; els antics oficis, representatius de la vida a muntanya; el comerç local; la ramaderia i una àrea d'exposicions, relacionades amb la història del Pont de Suert.

## La Girella
La girella és l'únic embotit que utilitza el corder com a base de la seva elaboració. Els seus orígens es remunten al segle xv i conserva tot el regust de la cuina muntanyenca, ja que és tradicional de la zona pirinenca, i de la Ribagorça en particular. Antigament era un àpat reservat per a les grans ocasions com els casaments o sumptuoses celebracions i, en el cas del Pont de Suert, plat per excel·lència de la Confraria de Sant Sebastià, patró del poble. Durant la fira es duu a terme una demostració en directe del procés d'elaboració d'aquest producte i, posteriorment, s'ofereix una degustació gratuïta al públic visitant.

## Curiositats
A la Fira hi són presents diferents actuacions, entre les quals destaca el nomenament del Majoral dels Pirineus, que antigament era el pastor encarregat de custodiar el bestiar gros, especialment els bous i els cavalls. Aquest títol honorífic recau anualment en un personatge que, simbòlicament, vetllarà pel manteniment, recuperació i dignificació de la forma de vida a muntanya.